# Athripsodes fulvoguttatus
Athripsodes fulvoguttatus är en nattsländeart som först beskrevs av Martin E. Mosely 1935.  Athripsodes fulvoguttatus ingår i släktet Athripsodes och familjen långhornssländor. Inga underarter finns listade i Catalogue of Life.